# 프리츠 비트
프리츠 비트(독일어: Fritz Witt, 1908년 5월 27일 - 1944년 6월 14일)는 SS 기갑척탄병 사단 친위대 아돌프 히틀러 경호대 출신으로 제12 SS 기갑 사단 히틀러유겐트 사단장을 지낸 무장 친위대 장교이다. 1944년 연합군의 함포 사격으로 사망했다.

## 대전 이전 SS로서의 활동
1908년 5월 27일 하겐(Hagen )시 호엔림부르크(Hohenlimburg)에서 태어났다. 중산층이었던 아버지는 직물 판매업자였다. 학교를 졸업한 후 가업을 이어 1925년부터 1931년까지 직물 판매업에 종사했다. 그리고 당시 히틀러와 민족사회주의 독일 노동자당의 출현을 목격하고 열렬한 지지자가 되었다. 바이마르 공화국의 혼란과 빈곤을 구제해 줄 대안으로 나치를 보았던 것이다. 1931년 12월 1일, 민족사회주의 독일 노동자당(당원 번호 816,769) 및 SS(SS 번호 21,518)에 가입했다. 1933년 3월 17일, 단 117명으로 구성된 정예 경호대인 베를린 SS 경호대(SS-Stabswache Berlin)에 배속되었다. 1933년 10월 1일에는 SS소위에 임명되었다.
1934년 5월 9일 SS중위로 승진했고, 얼마 후 SS전투부대에 속한 4개 SS 연대 중 하나인 펠릭스 슈타이너 SS대령의 SS 도이칠란트 연대 3중대 중대장이 되었다. 나머지 SS 연대는 친위대 아돌프 히틀러 경호대, SS 게르마니아 그리고 SS 데어 퓌러였다. 1938년 10월, SS전투부대는 육군 지휘 아래 앞으로 있을 전쟁에 대비하게 된다.
도이칠란트 SS 연대 3중대장으로 복무하던 시절에는 오스트리아 병합 당시 이루어진 시가 행진에 참여했다. 이후, 차량화가 이루어진 동부대는 도이칠란트 연대는 주데텐란트 점령에도 참가했다. 비트는 1939년 3월, 보헤미아와 모라비아의 무혈 합병에도 참가했다. 히틀러로부터 총 3개의 SS전투부대 소속 SS 연대들로 SS전투사단을 편성하라는 명령이 떨어졌다. (LSSAH는 독자적으로 사단을 편성했다). 폴란드에서 벌어질 중대 국면에 따라 이 계획은 잠시 유보되었고, 백색 상황 작전 (Fall Weiss) 라 명명된 공세를 위해 투입 태세를 취하게 되었다. 비트의 도이칠란트 연대는 동프로이센을 거점으로 한 혼성 기갑부대인 켐프 기갑 사단에 배속되었다.

## 대전 초기의 활동
1939년 9월 1일, 2차 세계 대전의 발발을 고하는 폴란드 침공 작전이 개시되었다. 비트는 여전히 도이칠란트 SS 연대 3중대장으로 복무 중이었다. 켐프 기갑 사단의 지원 역할에 국한된 임무를 부여받은 도이칠란트 연대였지만 비트의 중대는 힘든 싸움을 여러 번 경험해야 했다. 작전을 무사히 치러낸 비트는 열흘 동안의 전투에서 펼친 자신의 용맹과감한 행위로 1급 및 2급 철십자장을 수훈했다.
1939년 10월, SS대위로 승진해 SS 차량화 보병 연대로 개편된 도이칠란트 연대의 1대대장이 되었다. 같은 달, SS전투사단이 편성되었고, 파울 하우서 SS중장이 사단장에 임명되었다.
비트는 프랑스 침공 당시 휘하 대대를 이끌고 다시 한 번 자신의 용맹함과 뛰어난 지휘 능력을 증명해 보였다. 1940년 5월 27일, 비트의 대대는 20대의 영군 마틸다 보병전차로부터 공격을 받았다. 대전차 병기가 전무한 상황이였음에도 불구하고, 비트는 휘하 대대를 고무해 수류탄과 임기응변의 수단으로 9량의 영국군 전차를 격파했다. 파울 하우서 SS중장은 전투 보고서에서 비트의 행동에 대해 이렇게 평가했다.
"저항 정신 바로 그 자체라고 비트를 말하고 있는 연대장의 의견에 주목할 필요가 있다. 비트는 어떠한 상황에 직면하더라도 결코 물러서지 않을 젊은 지휘관의 표상인 것이다." 

적 전차 부대를 격파한 공적으로 1940년 9월 4일 비트에게 기사철십자장이 수여되었다. 10월 16일, 차량화 보병 여단 친위대 아돌프 히틀러 경호대로 전속되어 동부대 3대대장이 되었다.

## 발칸 - 바르바로사
1941년 3월 26일 비트는 LSSAH 3대대장에서 1대대장으로 자리를 옮겼다. LSSAH는 발칸반도 및 그리스 침공 작전인 마리타 작전(Marita)에 참가했고, 여기서 1대대는 중요한 역할을 수행했다.
4월 10일, 비트의 대대는 포병 및 8.8센티미터 대공포 1개 포반을 지원받아 클리디 고개(Klidi Pass)에서 그리스 심장부로 연결되는 통로를 확보하기 위해 비트 전투단으로 일시 재편성되었다. 고개는 영국군과 그리스군에 의해 강고하게 수비되어 있었기에 비트의 대대는 그곳을 함락하기 위해 힘겨운 싸움을 치러야 했고, 그 와중에 비트의 동생인 프란츠 비트가 전사했다. 비트의 대대는 다수의 사상자를 낸 대신 520명 이상의 포로를 포획했다. 비트 대대의 손실은 겨우 전사 37명, 부상 95명뿐이었다.
발칸 침공 작전이 종결 된 후에도 얼마 동안 비트는 1대대장으로 복무했다. 당시 사단으로 승격된 LSSAH는 남부 집단군 소속으로 바르바로사 작전에 참가했다.
비트의 대대가 동부 전선에서 첫 전투를 경험한 것은 1941년 8월 초로 키예프 근방에서 600,000명 이상의 소련군을 포위, 섬멸 중에 있던 제1 기갑 집단으로 소속이 변경된 후였다.
비트의 대대는 남쪽으로 이동해 제54 기갑 군단과 합류했다. 1943년 9월 17일, LSSAH는 크림반도를 확보하기 위한 공세에 참가했다. 비트의 대대는 페레코프(Perekop)에서 전투를 치른 후 Perekop Isthmus를 건너 Tarter Ditch 근방에서 소련군의 방어 거점을 공격했다.
11월 LSSAH는 다시 제1 기갑 집단으로 전속되었고, 돈강 부근에 위치한 로스토프(Rostov)에서 격전을 치렀다. 로스토프 시를 점령하자마자 소련군의 대규모 역공세가 벌어졌고, 이로 인해 독일군은 미우스 강 너머로 후퇴할 수밖에 없는 상황이 되었다. 비트의 대대는 본대의 후위를 맡아 다수의 격전을 치렀다. 치열한 동계 전투 내내, 비트는 최전선에서 활동하며 부대의 사기를 유지하고 휘하 장병들을 돌보았다. 비트는 깔끔쟁이(sharp dresser)로도 알려졌는데, 그 이유는 그가 항상 반짝반짝한 훈장이 달린 깔끔한 제복을 입고 독일산 셰퍼트를 옆에 대동하고 다녔기 때문이었다. 1942년 2월 8일에는 로스토프 전투에서 거둔 전공으로 독일 황금십자장을 수훈했다.

## 파리 - 하리코프
1942년 초, 비트의 대대는 미우스 강변 방어에 주력했다. 1942년 5월, 사단은 공세로 전환했고 비트의 대대는 로스토프 시를 재탈환했다. 한 달간에 걸친 격전 후 로스토프 시는 함락되었고, 피폐해진 사단은 휴식과 재편성을 위해 프랑스로 이동했다. 하지만 비트는 부하들과 함께 전선에 남았고, 그 대가로 1942년 7월 Order of the Star of Romania, Officer Class with Swords on the Ribbon of Military Virtue 그리고 4급 및 1급 불가리아 무공훈장(Bulgarian Military Order for Bravery in War 4th Class, 1st Grade)를 수훈했다.
LSSAH는 기갑척탄병 사단으로 개편되었다. 재편성과 훈련을 위해 사단에 북부 프랑스에 위치한 노르망디로 이동하라는 명령이 떨어졌다. 비트는 한가로운 전원을 여행하며 자신도 모르는 사이에 나중에 큰 도움이 될 귀중한 정보를 얻게 되었다. 8월 SS대령으로 승진한 그는 제1 SS 기갑척탄병 연대의 지휘를 맡게 되었다. 비트와 LSSAH 사단은 1942년의 남은 기간 동안 프랑스에서 휴식과 재편성을 취했다.
1943년 1월, 재편성된 SS 기갑척탄병 사단 친위대 아돌프 히틀러 경호대는 SS 기갑척탄병 사단 다스 라이히, SS 기갑척탄병 사단 토텐코프와 함께 SS 기갑 군단에 배속되어 준비를 끝마치고 투입될 때만을 기다리고 있었다. (동부 전선에서의 철수가 너무 늦어 재편성이 지지부진했던 토텐코프는 2월까지도 편성을 제대로 마치지 못했다.) SS 기갑 군단은 과거 비트의 상관이었던 파울 하우서에게 맡겨져 스탈린그라드 전투에서의 패배 후 소련군의 진공을 저지하고 있던 에리히 폰 만슈타인 원수의 돈 집단군과 합류하기 위해 하리코프로 이동했다.
하리코프 외곽에 머물고 있던 비트의 기갑척탄병 연대는 2월 초 포포프 기동 집단과 격렬한 전투를 치렀다. 메레파(Merefa)에서 비트의 연대는 막스 뷘셰 SS소령의 제1 SS 기갑 연대 1대대와 함께 2월 8일부터 9일까지 힘든 지연 작전을 펼쳤다. 압도적인 물량 차이 불구하고 비트와 뷘셰는 막대한 출혈을 강요하며 포포프 기동 집단의 선도 부대를 저지했다. 비트와 뷘셰의 분전에도 불구하고 소련군은 SS 기갑 군단의 측면을 계속해서 찔러들어 왔다. 포위될 것을 염려한 하우서는 히틀러의 사수 명령을 어기고 하리코프에서의 완전 퇴각을 결정했다.
3월 초, 비트의 연대는 제3차 하리코프 공방전에 참가했다. 비트의 연대는 전차, 포병 그리고 돌격포 지원하에 북쪽 방면 공격을 담당하게 되었다. 비트 전투단으로 개편된 동부대는 포포프 기동집단을 분쇄하고 하리코프를 재탈환할 중요한 공격점 중 하나였다.
3월 2일 공세는 순조롭게 개시되었고, 3월 10일에는 비트 전투단이 하리코프 외곽에 도달했다. 데르가치(Dergatschi) 근방에서의 격전 후, 비트는 소련군의 방어선을 돌파하고 시내 중심부로 돌입해 쿠르트 마이어 전투단과 함께 수일간 더 전투를 계속했다. 격렬한 전투 도중 비트와 마이어의 전투단은 시내에서 여러 차례 고립이 되기도 했다. 그럼에도 불구하고 두 부대는 공격을 멈추지 않았으며, 요아힘 파이퍼의 파이퍼 전투단이 도착하자 이들 3개 전투단은 소련 수비군을 전멸시키는 데 성공했다.
3월 21일, 전투가 끝났다. LSSAH가 치른 4,500명의 명예로운 희생으로 인해 하리코프의 붉은 광장은 친위대 아돌프 히틀러 경호대 광장으로 이름이 바뀌게 되었다. 휴식과 재편성이 절실했던 사단은 후방으로 물러났으며, 전투단이 세운 전공을 바탕으로 비트는 백엽 기사철십자장 수훈과 함께 SS상급대령으로 승진했다.

## 히틀러유겐트 사단장 시절
1943년 2월, SS는 1926년에 출생한 히틀러 청소년단원을 주축으로 신규 무장 친위대 사단의 편성을 시작했다. 사단의 명칭과 단대호는 제12 SS 기갑 사단 히틀러유겐트였다. 이 신규 사단에 필요한 간부들을 확보하기 위해 LSSAH의 고참 사관 및 부사관 다수가 전속되었다. 비트를 포함해 막스 뷘셰, 쿠르트 마이어, 게르트 브레머, 빌헬름 몽케, 후고 크라스 그리고 루돌프 폰 리벤트로프가 함께 전속되었다. 1943년 7월 1일, 비트는 SS상급대령으로 승진했고, 그 달 말에는 정식으로 히틀러유겐트의 지휘권을 인수했다. 벨기에 베베를로(Beverloo)에서 사단 지휘권을 인수한 비트는 신규 SS 기갑 사단의 전투 준비와 훈련의 감독이라는 대사업을 시작했다. 비트는 수많은 규칙과 규정을 어겨가면서까지 최대한 빨리 전투 준비를 끝마칠려고 했기에 현실적인 전투 시나리오와 실탄 사격이 훈련의 주가 되었다. 그 결과 히틀러유겐트의 사기는 비할 데 없이 높아졌고, 신뢰와 존경을 바탕으로 한 간부와 병사들의 관계는 더 없이 끈끈해졌다.
1944년 1월, 비트의 부대에서 큰 스캔들이 발생했다. 같은 달 초, 에리히 올뵈터 SS소령의 제12 SS 기갑수색 대대 소속 빌리프레트 무어 SS소위가 만취 상태로 한 벨기에인 부부를 권총으로 협박한 채 그들이 보는 앞에서 15세의 딸 아이를 강간했던 것이다. 빌리프레트 무어는 슈투트가르트의 나치당 지부장(Gauleiter)인 빌헬름 무어의 아들이었다. 올뵈터는 이 사건 소식을 듣고 사단 법무 장교인 에버하르트 덴첼 박사(SS소령)와 함께 사적으로 무어를 방문했고, 가족에게 끼칠 불미스러운 영향을 이유로 무어에게 자살을 강요했다. 올뵈터와 덴첼이 떠나자마자 무어는 자신의 권총으로 자살했다. 전말을 듣고 분노한 무어의 아버지는 마르틴 보어만에게 진상 조사를 요구했다.
진상 조사 결과, 올뵈터는 강등되어 제26 SS 기갑척탄병 연대 3대대장으로 좌천되었다. 대신 게르트 브레머 SS대위가 제12 SS 기갑수색 대대장이 되었다. 덴첼 박사는 SS이병으로 강등되어 SS 기갑척탄병 사단 토텐코프 예하 제6 SS 기갑척탄병 연대로 전출되었다.
하지만 이 사건이 비트에게 미친 악영향은 없었다. 사단의 편성은 계속되었다. 1944년 3월, 서부 전구 총사령관 게르트 폰 룬트슈테트 원수와 제1 SS 기갑 군단장 요제프 디트리히 SS대장이 사단 훈련장을 방문했다. 비트는 룬트슈테트와 디트리히를 수행해 사단의 훈련 모습을 참관했다. 참관이 끝난 후, 룬트슈테트와 디트리히 모두 사단의 전투 준비가 금방 완료될 것이라 확신했다. 얼마 후 사단은 서부 전구 총사령부 휘하 예비 기갑 부대인 가이어 폰 슈베펜부르크 기갑대장의 서부 기갑 집단에 합류하라는 명령을 받고 노르망디로 이동했다.
1944년 4월 20일, 비트는 SS소장으로 승진했다. 캉 주변의 지형에 최대한 익숙해지기 위해 비트는 사단의 훈련을 계속했다. 이 훈련이 얼마나 귀중한 경험이었는가 얼마 후 밝혀지게 된다. 1944년 5월 27일, 36살을 맞이한 비트를 축하하는 생일 파티가 열렸다. 며칠 후인 6월 2일, 비트는 히틀러유겐트가 전투 준비를 완료했다고 보고했다.

## 노르망디 전역
1944년 6월 6일 서방 연합군의 노르망디 침공 즉 절대군주 작전이 개시되었다. 비트의 사단은 제21 기갑 사단과 함께 해안에 가장 가깝게 배치된 기갑 부대였다. 비트는 즉시 응전할 태세를 갖췄지만 히틀러의 허가가 떨어지지 않아 6월 6일 14시 30분까지 사단을 전선으로 출동시킬 수 없었다. 소드 해안와 주노 해안을 목표로 한 사단의 진격은 끊임없는 연합군 전투폭격기의 공격으로 매우 지체되었다. 히틀러유겐트 사단 선발대가 에브레시(Evrecy) 근방에 도착한 것은 6월 6일 22시로 행동을 취하기에는 너무 늦은 시각이었다.
비트는 캉 시가지와 카르피케 비행장을 수비할 목적으로 캉 북쪽에 사단을 전개시켰다. 6월 7일, 쿠르트 마이어 SS대령의 제25 기갑척탄병 연대와 막스 뷘셰 SS중령의 제12 SS 기갑 연대 2대대가 단 6명의 사상자를 내고 공동으로 캐나다군 전차 28량을 격파하고 "노스 노바스코샤 하이랜더 연대(North Nova Scotia HIghlander Reg)" 소속 1개 중대 병력을 전멸시켰다. 그 결과 영연방군의 공세는 일시 저지되었고, 마이어의 연대가 카르피케 비행장을 수비하기 좋은 오티(Authie) 마을 부근에 배치되었다.
6월 8일, 빌헬름 몽케 SS중령 휘하 제26 SS 기갑척탄병 연대가 도착해 마이어의 연대 서쪽에 배치되었다. 도착 후 몽케의 연대는 요충지인 노레 앙 베상(Norrey-en-Bessin) 마을을 확보하기 위한 공격에 나섰다. 게르트 브레머 SS소령 휘하 제12 SS 기갑수색 대대가 몽케의 연대 서쪽에 배치되었고, 6월 8일 저녁 포진을 마친 사단은 캉을 목표로 한 연합군의 진공을 저지했다. 비트는 빈번히 전선을 시찰했으며 부하들에게 가능한 모든 지원을 위해 물심양면으로 노력했다. 비트는 전선에서 가까운 베누아(Venoix) 마을에 사령부를 설치했다.
이후 일주일 동안, 비트의 사단은 육해공으로 이루어지는 연합군의 끊임없는 공격에도 불구하고 캉을 사수하는 데 성공했다. 히틀러유겐트는 영국군과 캐나다군을 상대하며 막대한 타격을 입었지만, 비트에게 단련된 사단은 여전히 높은 사기와 전투 능력을 유지하고 있었다.
6월 14일, 연합군의 함포사격이 베누아(Venoix)에 위치한 사단 사령부를 덮쳤다. 안면에 파편을 맞은 비트는 즉사했다. LSSAH를 포함한 HJ의 동료들이 그의 죽음을 애도했다. 사단의 지휘권은 33살의 쿠르트 마이어에게 인계되었다.
비트는 프랑스 생 앙드르 드 뢰르(St. Andre de L'Eure) 샹피니(Champigny)에 정식군장을 거쳐 매장되었다.

## SS 시기의 경력

### 진급 내역
- 1933년 10월 1일 SS소위
- 1934년 5월 9일 SS중위
- 1935년 6월 1일 SS대위
- 1940년 5월 25일 SS소령
- 1941년 11월 27일 SS중령
- 1943년 1월 30일 SS대령
- 1943년 7월 1일 SS상급대령
- 1944년 4월 20일 SS소장

### 서훈 내역
- 1939년 9월 19일 2급 철십자장
- 1939년 9월 25일 1급 철십자장
- 1940년 9월 4일 기사철십자장
- 1942년 2월 8일 독일 황금십자장
- 1942년 9월 4일 동부전선 종군장
- 1943년 3월 1일 백엽 기사철십자장

## 참고 문헌 및 외부 링크
※아래 기록한 참고 문헌은 영어 위키백과 프리츠 비트 항목의 참고 문헌이며, 본문 또한 이를 번역한 것입니다.
- Lehmann, Rudolf - The Leibstandarte volumes I-III
- Meyer, Hubert -  The History of the 12.SS-Panzerdivision "Hitlerjugend"
- Miller, Michael D., Schulz, Andreas - The SS-Brigadeführer, 1933 - 1945
- Yerger, Mark C - Waffen SS commanders vol. 2
- Knight's Cross Holders Database (German language)
- Axis History Factbook
- Feldgrau - The History of the German Armed Forces in WWII
- Axis Biographical Research